# Kraftwerk Syrdarja
Das Kraftwerk Syrdarja ist ein Gaskraftwerk in Shirin, Viloyat Sirdaryo, Usbekistan. Es ist im Besitz von Uzbekenergo und wird auch von Uzbekenergo betrieben.
Mit einer installierten Leistung von 3 GW ist es das leistungsstärkste Kraftwerk in Usbekistan. Einer der drei Schornsteine hat eine Höhe von 350 m und ist damit der dritthöchste Schornstein Asiens sowie einer der zehn höchsten weltweit.

## Kraftwerksblöcke
Das Kraftwerk besteht aus insgesamt 10 Blöcken, die von 1972 bis 1981 in Betrieb gingen. Die folgende Tabelle gibt einen Überblick:
| Block | Max. Leistung (MW) | Betriebsbeginn | Turbine | Generator   | Dampfkessel | Status     |
| ----- | ------------------ | -------------- | ------- | ----------- | ----------- | ---------- |
| 1     | 300                | 1972           | LMZ     | Electrosila | Taganrog    | in Betrieb |
| 2     | 300                | 1973           | LMZ     | Electrosila | Taganrog    | in Betrieb |
| 3     | 300                | 1974           | LMZ     | Electrosila | Taganrog    | in Betrieb |
| 4     | 300                | 1975           | LMZ     | Electrosila | Taganrog    | in Betrieb |
| 5     | 300                | 1976           | LMZ     | Electrosila | Taganrog    | in Betrieb |
| 6     | 300                | 1977           | LMZ     | Electrosila | Taganrog    | in Betrieb |
| 7     | 300                | 1978           | LMZ     | Electrosila | Taganrog    | in Betrieb |
| 8     | 300                | 1979           | LMZ     | Electrosila | Taganrog    | in Betrieb |
| 9     | 300                | 1980           | LMZ     | Electrosila | Taganrog    | in Betrieb |
| 10    | 300                | 1981           | LMZ     | Electrosila | Taganrog    | in Betrieb |

Von 2013 bis 2015 wurde die Leistung der Blöcke 1 und 2 auf zusammen 650 MW erhöht.